# Tivodrassus farias
Tivodrassus farias là một loài nhện trong họ Gnaphosidae.
Loài này thuộc chi Tivodrassus. Tivodrassus farias được Norman I. Platnick & Mohammad U. Shadab miêu tả năm 1976.